# T-Plasminogeni aktivator
T-Plasminogeni aktivator (EC 3.4.21.68, tkivni plazminogenski activator, plazminogenski aktivator, tkivni-tip, tkivni tip plazminogenskog aktivatora, tPA, t-PA) je enzim. Ovaj enzim katalizuje sledeću hemijsku reakciju
Specifično razlaganje Arg-Val veze u plazminogenu čime se formira plazmin
Ova peptidaza je prisutna u širokom opsegu tipova tkiva, a posebno u endotelnim ćelijama.

## Spoljašnje veze
- T-plasminogen+activator на 